# SN 2003dn
SN 2003dn – supernowa odkryta 7 kwietnia 2003 roku w galaktyce A112008+2536. W momencie odkrycia miała maksymalną jasność 20,00m.